# 1461 Jean-Jacques
Jean-Jacques (asteróide 1461) é um asteróide da cintura principal com um diâmetro de 32,94 quilómetros, a 2,9946751 UA. Possui uma excentricidade de 0,0423866 e um período orbital de 2 019,92 dias (5,53 anos).
Jean-Jacques tem uma velocidade orbital média de 16,84275022 km/s e uma inclinação de 15,32426º.
Esse asteróide foi descoberto em 30 de dezembro de 1937 por Marguerite Laugier.